# 惠那市
惠那市（日语：／ Ena shi */?）為日本岐阜縣東南部的市。

## 地理
- 山：笠置山、保古山、夕立山、屏風山、燒山、三森山
- 河川：木曾川、阿木川、矢作川、上村川、小里川
- 湖沼：惠那峡、保古之湖、阿木川湖、奥矢作湖、小里川湖

## 名人
大岛浩，日本外交官，甲级战犯。